# Something Wicked This Way Comes (musikalbum av Freddie Wadling)
Something Wicked This Way Comes är ett musikalbum av Freddie Wadling, utgivet 1989 både på LP. och cd. Albumet är mörkare och rockigare än materialet som han arbetade med i Blue for Two under samma tid. Musikerna är till stor del profiler från punkscenen i Göteborg, som till exempel Nils Wohlrabe från Leather Nun, som han också samarbetade med i The Mobile Whorehouse.
I texten på konvolutet står det This album was recorded under the influence of hypnosis. Albumet tillägnas LOB, Tom Benson, Annika Söderholm, William Shakespeare och Ray Bradbury.

## Låtlista
Låtarna är skrivna av Freddie Wadling om inget annat anges.

### LP-versionen
A-sida
1. Give Me Entertainment – 4:23
2. Solitary Drinker (Freddie Wadling/Nils Wohlrabe) – 4:05
3. Mondo Sinistro – 4:20
4. Break Your Heart – 2:29
5. Eyo Eyo – 1:42

B-sida
1. Ella Garue (Van Vliet) – 1:00
2. Hoodoo Man (Freddie Wadling/Sebastian Öberg/Johan Söderberg/Zbigniew Karkowski/Jean-Louis Huhta) – 5:32
3. Bad Storm Coming – 2:29
4. Pain in My Heart (trad, arr Freddie Wadling) – 4:30
5. Dreams, Angels of the Pit – 4:48
6. Levande begravd – 3:18

### Cd-versionen
1. Give Me Entertainment – 4:41
2. Solitary Drinker (Freddie Wadling/Nils Wohlrabe) – 4:09
3. Mondo Sinistro – 4:21
4. Break Your Heart – 2:29
5. Eyo Eyo – 1:42
6. Hoodoo Man (Freddie Wadling/Sebastian Öberg/Johan Söderberg/Zbigniew Karkowski/Jean-Louis Huhta) – 5:32
7. Bad Storm Coming – 2:05
8. Pain in My Heart (trad, arr Freddie Wadling) – 4:32
9. Dreams, Angels of the Pit – 4:51
10. Levande begravd – 3:21

## Musiker
- Freddie Wadling – sång och vox organ
- Nils Wohlrabe – gitarrer, "mutations"
- Reinhold Erzmoneit – bas
- Staffan Lindahl – trummor
- Anna Lena Karlsson – kör
- Annika Söderholm – kör
- Marie Wefring – kör
- Johan Söderberg – marimba
- Sebastian Öberg – cello
- Chance Random – loop
- Zbigniew Karkowski – bas och gitarr
- Lars Åkerlund – gitarrer
- Jean-Louis Huhta – "metal"
- Joseph Kallinger – sång
- Carl Michael von Hausswolff – "vox organ and mutations"
- Anders Hagström – "mutations"
- Kajsa Nyström – flöjt
- Anders Juhlin – saxofon